# Chloracris pantherina
Chloracris pantherina är en insektsart som beskrevs av De Jong, C. 1939. Chloracris pantherina ingår i släktet Chloracris och familjen vårtbitare. Inga underarter finns listade i Catalogue of Life.